# Hiptage pubescens
Hiptage pubescens är en tvåhjärtbladig växtart som beskrevs av Merrill. Hiptage pubescens ingår i släktet Hiptage och familjen Malpighiaceae. Inga underarter finns listade i Catalogue of Life.